# 兄弟雕像
兄弟雕像（：／）是韩国战争纪念馆內一座以朝鲜战争为主題的雕像。雕塑以朝鲜战争中的真实故事为题材，描绘了一对亲兄弟（哥哥是大韓民國國軍軍官，弟弟是朝鲜人民军士兵）作为作战对方，在战争中意外相遇，紧紧相拥的情景。兄弟两人站在一个中间分裂的半球上，象征朝鲜半岛的南北分裂。